# العلاقات اليمنية البالاوية
العلاقات اليمنية البالاوية هي العلاقات الثنائية التي تجمع بين اليمن وبالاو.

## مقارنة بين البلدين
هذه مقارنة عامة ومرجعية للدولتين:
| وجه المقارنة                                              | اليمن                   | بالاو                         |
| --------------------------------------------------------- | ----------------------- | ----------------------------- |
| المساحة (كم2)                                             | 555.00 ألف              | 465                           |
| عدد السكان (نسمة)                                         | 28.25 مليون             | 21.73 ألف                     |
| الكثافة السكانية (ن./كم²)                                 | 50.9                    | 4.67 ألف                      |
| العاصمة                                                   | صنعاء عدن (عاصمة مؤقتة) | نغيرولمود، كورور              |
| اللغة الرسمية                                             | اللغة العربية           | لغة إنجليزية، اللغة البالاوية |
| العملة                                                    | ريال يمني               | دولار أمريكي                  |
| الناتج المحلي الإجمالي (بليون دولار)                      | 18.21 مليار             | 291.54 مليون                  |
| الناتج المحلي الإجمالي (تعادل القوة الشرائية) بليون دولار | 75.69 مليار             | 326.12 مليون                  |
| الناتج المحلي الإجمالي الاسمي للفرد دولار أمريكي          | 1.41 ألف                | 13.50 ألف                     |
| الناتج المحلي الإجمالي للفرد دولار أمريكي                 |                         | 14.76 ألف                     |
| مؤشر التنمية البشرية                                      | 0.498                   | 0.780                         |
| رمز المكالمات الدولي                                      | +967                    | +680                          |
| رمز الإنترنت                                              | .ye                     | .pw                           |
| المنطقة الزمنية                                           | ت ع م+03:00             | ت ع م+09:00                   |

## منظمات دولية مشتركة
يشترك البلدان في عضوية مجموعة من المنظمات الدولية، منها:
| علم المنظمة | اسم المنظمة                        | تاريخ انضمام اليمن | تاريخ انضمام بالاو |
| ----------- | ---------------------------------- | ------------------ | ------------------ |
|             | مؤسسة التنمية الدولية              | 22 مايو 1970       | 16 ديسمبر 1997     |
|             | الأمم المتحدة                      | 30 سبتمبر 1947     | 15 ديسمبر 1994     |
|             | منظمة حظر الأسلحة الكيميائية       | ?                  | ?                  |
|             | مؤسسة التمويل الدولية              | 22 مايو 1970       | 16 ديسمبر 1997     |
|             | وكالة ضمان الاستثمار متعدد الأطراف | 12 مارس 1996       | 16 ديسمبر 1997     |
|             | يونسكو                             | 2 أبريل 1962       | 20 سبتمبر 1999     |
|             | البنك الدولي للإنشاء والتعمير      | 3 أكتوبر 1969      | 16 ديسمبر 1997     |